# Sierra de Aire
La Sierra de Aire (en portugués: Serra de Aire) es una sierra portuguesa del sistema Montejunto-Estrella. Este sistema montañoso se encuentra en el centro de Portugal y dentro del Parque natural de las Sierras de Aire y Candeeiros. Su máxima altura es de 679 metros.
En esta sierra se encuentra la ciudad de Fátima, famosa internacionalmente por el fenómeno de las apariciones de la Virgen María.